# Persone di cognome Visconti
| Questa pagina contiene informazioni ricavate automaticamente dalle voci biografiche con l'ausilio del template Bio e di un bot. L'aggiornamento è periodico e automatico e ricostruisce completamente la pagina. Se manca una persona in questa lista, sei pregato di non aggiungerla, ma accertati piuttosto che la sua voce biografica contenga il template Bio e che i dati anagrafici siano correttamente compilati. Se il template Bio manca, inseriscilo tu stesso o, in alternativa, metti l'avviso {{tmp\|Bio}} che ne segnala la mancanza. Se i dati riportati sono sbagliati, correggi direttamente la voce biografica; le modifiche saranno visibili in questa lista entro pochi giorni. Per chiarimenti vedi il progetto antroponimi. La lista contiene solo le 100 persone che sono citate nell'enciclopedia e per le quali è stato implementato correttamente il template Bio. Pagina aggiornata al 7 giu 2025. |

Questa è una lista di persone presenti nell'enciclopedia che hanno il cognome Visconti, suddivise per attività principale.

## Archeologi(4)
- Carlo Ludovico Visconti, archeologo italiano (Roma, n. 1818 - Roma, † 1894)
- Ennio Quirino Visconti, archeologo, politico e museologo italiano (Roma, n. 1751 - Parigi, † 1818)
- Giovanni Battista Visconti, archeologo italiano (n. 1722 - † 1784)
- Pietro Ercole Visconti, archeologo italiano (Roma, n. 1802 - † 1880)

## Architetti(2)
- Louis Visconti, architetto e disegnatore francese (Roma, n. 1791 - Parigi, † 1853)
- Marco Visconti, architetto italiano (Torino, n. 1957)

## Arcivescovi(1)
- Ottone Visconti, arcivescovo e nobile italiano (Invorio, n. 1207 - Chiaravalle, † 1295)

## Arcivescovi cattolici(5)
- Ercole Visconti, arcivescovo cattolico e diplomatico italiano (Milano, n. 1645 - Milano, † 1712)
- Giovanni Visconti, arcivescovo cattolico italiano (Milano - Milano, † 1354)
- Giovanni III Visconti, arcivescovo cattolico italiano (Milano - Milano, † 1453)
- Onorato Visconti, arcivescovo cattolico e diplomatico italiano (Milano, n. 1585 - Milano, † 1645)
- Roberto Visconti, arcivescovo cattolico italiano (Pogliano Milanese - Milano, † 1361)

## Attori(1)
- Fanfulla, attore, comico e trasformista italiano (Roma, n. 1913 - Bologna, † 1971)

## Attrici(2)
- Lola Visconti, attrice italiana (Roma, n. 1891 - Torino, † 1924)
- Nora Visconti, attrice italiana (Roma, n. 1930)

## Bobbisti(1)
- Alberto Visconti, bobbista italiano (n. 1901)

## Calciatori(3)
- Giorgio Visconti, calciatore e allenatore di calcio italiano (Parma, n. 1928 - Parma, † 2010)
- Giulio Visconti, calciatore italiano (Torino, n. 1894)
- Pietro Visconti, calciatore italiano (Fiorenzuola d'Arda, n. 1989)

## Cantanti(2)
- Lorenza Visconti, cantante italiana (Urbino, n. 1951)
- Valeria Visconti, cantante italiana (Urbino, n. 1970)

## Cardinali(4)
- Alfonso Visconti, cardinale e vescovo cattolico italiano (Milano, n. 1552 - Macerata, † 1608)
- Antonio Eugenio Visconti, cardinale e arcivescovo cattolico italiano (Milano, n. 1713 - Roma, † 1788)
- Federico Visconti, cardinale e arcivescovo cattolico italiano (Milano, n. 1617 - Milano, † 1693)
- Ugo Visconti, cardinale italiano (Pisa - † 1121)

## Cestiste(1)
- Alessandra Visconti, ex cestista italiana (Torino, n. 1987)

## Cestisti(1)
- Riccardo Visconti, cestista italiano (Torino, n. 1998)

## Ciclisti su strada(2)
- Giovanni Visconti, ex ciclista su strada italiano (Torino, n. 1983)
- Battista Visconti, ciclista su strada italiano (Orino, n. 1905 - Verbania, † 1982)

## Condottieri(6)
- Ambrogio Visconti, condottiero italiano (Milano, n. 1344 - Caprino Bergamasco, † 1373)
- Eriprando I Visconti, condottiero italiano
- Lodrisio Visconti, condottiero italiano (Milano - Milano, † 1364)
- Luchino Visconti, condottiero italiano (n. 1292 - Milano, † 1349)
- Luchino Novello Visconti, condottiero italiano (Milano, n. 1346 - Venezia, † 1399)
- Pietro Francesco Visconti, condottiero italiano (Milano, † 1484)

## Doppiatrici(1)
- Luisella Visconti, doppiatrice, attrice e modella italiana (Milano, n. 1928 - Milano, † 1967)

## Fisici(1)
- Guido Visconti, fisico italiano (L'Aquila, n. 1943)

## Gesuiti(1)
- Ignazio Visconti, gesuita italiano (Milano, n. 1682 - Roma, † 1755)

## Militari(2)
- Adriano Visconti, ufficiale italiano (Tripoli, n. 1915 - Milano, † 1945)
- Ferdinando Visconti, militare, geografo e cartografo italiano (Palermo, n. 1772 - Napoli, † 1847)

## Nobildonne(5)
- Antonia Visconti, nobildonna (Milano, n. 1364 - Stoccarda, † 1405)
- Beatrice Visconti, nobildonna italiana (n. 1350 - † 1410)
- Caterina Visconti, nobildonna italiana (Milano, n. 1342 - Mantova, † 1382)
- Lucia Visconti, nobildonna italiana (Milano, n. 1372 - † 1424)
- Valentina di Bernabò Visconti, nobildonna italiana

## Nobili(27)
- Alfonso Visconti, nobile e condottiero italiano (Milano, † 1520)
- Annibale Visconti, nobile e generale italiano (Milano, n. 1660 - Milano, † 1747)
- Antonio Visconti, nobile (Pavia, † 1391)
- Bernabò Visconti, nobile (Milano - Trezzo sull'Adda, † 1385)
- Bianca Maria Visconti, nobile italiana (Settimo Pavese, n. 1425 - Melegnano, † 1468)
- Caterina Visconti, nobile italiana (Milano, n. 1282 - Verona, † 1311)
- Diana Visconti, nobile italiana (Pisa - Giudicato di Arborea, † 1237)
- Francesco Bernardino Visconti, nobile italiano (Brignano Gera d'Adda, n. 1579 - Crema)
- Galeazzo I Visconti, nobile italiano (n. 1277 - Pescia, † 1328)
- Gianmastino Visconti, nobile (Milano, n. 1370 - Bergamo, † 1405)
- Giovanni Visconti di Gallura, nobile (San Miniato, † 1275)
- Lancillotto Visconti, nobiluomo italiano († 1441)
- Lapo Visconti, nobile italiano (Pisa - San Miniato, † 1275)
- Ludovico Visconti, nobile italiano (Milano, n. 1355 - Trezzo sull'Adda, † 1404)
- Maddalena Visconti, nobile (Milano, n. 1366 - Burghausen, † 1404)
- Marco Visconti di Parma, nobile (Milano, n. 1353 - Milano, † 1382)
- Matteo II Visconti, nobile (Milano - Saronno, † 1355)
- Matteo I Visconti, nobile (Invorio, n. 1250 - Crescenzago, † 1322)
- Orsina Visconti, nobile italiana (Somma Lombardo, n. 1380 - † 1451)
- Pirro Visconti, I marchese di Borgoratto, nobile e politico italiano (Milano, n. 1652 - Milano, † 1725)
- Stefano Visconti, nobile italiano (Milano, n. 1288 - Milano, † 1327)
- Teobaldo, nobile e militare italiano (Invorio, n. 1230 - Gallarate, † 1276)
- Uberto Visconti, nobile italiano
- Nino Visconti, nobile e politico italiano (Pisa - Gallura, † 1296)
- Valentina Visconti, nobile (Pavia, n. 1371 - Castello di Blois, † 1408)
- Verde Visconti, nobile italiano (Milano, n. 1352 - Stična, † 1414)
- Violante Visconti, nobile italiana (Pavia, n. 1354 - Pavia, † 1386)

## Pattinatori artistici su ghiaccio(1)
- Gary Visconti, ex pattinatore artistico su ghiaccio statunitense (Detroit, n. 1945)

## Pittori(1)
- Angelo Visconti, pittore italiano (Siena, n. 1829 - Roma, † 1861)

## Poeti(1)
- Gaspare Ambrogio Visconti, poeta e letterato italiano (Milano, n. 1461 - Milano, † 1499)

## Politici(6)
- Carlo Visconti, politico italiano (Milano - Milano, † 1476)
- Gian Galeazzo Visconti, politico italiano (Pavia, n. 1351 - Melegnano, † 1402)
- Leonardo Visconti, politico italiano (Milano)
- Marco I Visconti, politico e condottiero italiano († 1329)
- Roberto Visconti, politico e architetto italiano (Salerno, n. 1930 - Salerno, † 2019)
- Ubaldo I Visconti, politico italiano († 1230)

## Principesse(2)
- Anglesia Visconti, principessa italiana (Milano, n. 1377 - Reggio nell'Emilia, † 1439)
- Valentina Visconti di Cipro, principessa italiana (Milano, n. 1367 - Cipro, † 1393)

## Produttori discografici(1)
- Tony Visconti, produttore discografico statunitense (New York, n. 1944)

## Schermidori(1)
- Mario Visconti, schermidore italiano (Iquique, n. 1907 - Genova, † 1972)

## Sovrane(1)
- Caterina Visconti, sovrana italiana (Milano, n. 1362 - Monza, † 1404)

## Vescovi cattolici(4)
- Francesco Visconti, vescovo cattolico italiano (Milano - Cremona, † 1681)
- Gerolamo Visconti, vescovo cattolico italiano (Milano, n. 1613 - Vigevano, † 1670)
- Pallavicino Visconti, vescovo cattolico e condottiero italiano (n. 1498 - Padova, † 1549)
- Tommaso Visconti, vescovo cattolico italiano (Milano)

## Senza attività specificata(10)
- Azzone Visconti, italiano (Ferrara, n. 1302 - Milano, † 1339)
- Battista Visconti, italiano († 1516)
- Estorre Visconti, italiano (Milano, n. 1346 - Monza, † 1413)
- Filippo Maria Visconti, duca (Milano, n. 1392 - Milano, † 1447)
- Gabriele Maria Visconti, italiana (n. 1385 - † 1408)
- Galeazzo II Visconti (Milano, n. 1320 - Pavia, † 1378)
- Galeazzo Visconti, conte e militare italiano (n. 1455 - † 1531)
- Giovanna Visconti di Gallura (n. 1291 - Firenze, † 1339)
- Giovanni Maria Visconti, duca (Abbiategrasso, n. 1388 - Milano, † 1412)
- Rodolfo Visconti, italiano (Milano, n. 1358 - Trezzo sull'Adda, † 1389)